# Logical link control
Logical link control (LLC) — підрівень керування логічним зв'язком — за стандартом IEEE 802 — верхній підрівень канального рівня моделі OSI, здійснює:
- Управління передачею даних;
- Забезпечує перевірку і правильність передачі інформації по з'єднанню.

У 1980 роки в інституті IEEE був організований комітет 802 по стандартизації локальних мереж, в результаті роботи якого було прийняте сімейство стандартів IEEE 802.X, які містять рекомендації з проектування нижніх рівнів локальних мереж. Пізніше результати роботи цього комітету лягли в основу комплексу міжнародних стандартів ISO 8802-1…5. Ці стандарти були створені на основі дуже розповсюджених фірмових стандартів мереж Ethernet, ArcNet і Token Ring.
Крім IEEE у роботі зі стандартизації протоколів локальних мереж брали участь і інші організації. Так, для мереж, що працюють на оптичному волокні, американським інститутом з стандартизації ANSI був розроблений стандарт FDDI, що забезпечує швидкість передачі даних 100 Мб/с. Роботи зі стандартизації протоколів ведуться також асоціацією ЕСМА, якою прийняті стандарти ЕСМА-80, 81, 82 для локальних мереж типу Ethernet і згодом стандарти ЕСМА-89, 90 по методу передачі маркера.
Стандарти сімейства IEEE 802.X охоплюють тільки два нижніх рівні семирівневої моделі OSI — фізичний і канальний. Це зв'язано з тим, що саме ці рівні найбільшою мірою відбивають специфіку локальних мереж. Старші ж рівні, починаючи з мережного, у значній мірі мають загальні риси як для локальних, так і для глобальних мереж.
Специфіка локальних мереж також знайшла своє відображення в поділі канального рівня на два підрівня, що часто називають також рівнями. Канальний рівень (Data Link Layer) поділяється в локальних мережах на два підрівня:
- логічної передачі даних (Logical Link Control, LLC);
- керування доступом до середовища (Media Access Control, MAC).

## Рівні МАС та LLC
Рівень MAC з'явився через існування в локальних мережах поділюваного середовища передачі даних. Саме цей рівень забезпечує коректне спільне використання загального середовища, надаючи його відповідно до визначеного алгоритму в розпорядження тієї чи іншої станції мережі. Після того як доступ до середовища отриманий, ним може користатися більш високий рівень - рівень LLC, який організує передачу логічних одиниць даних, кадрів інформації, з різним рівнем якості транспортних послуг. У сучасних локальних мережах одержали поширення кілька протоколів рівня MAC, що реалізують різні алгоритми доступу до поділюваного середовища. Ці протоколи цілком визначають специфіку таких технологій, як Ethernet, Fast Ethernet, Gigabit Ethernet, Token Ring FDDI, l00VG-AnyLAN.
Рівень LLC відповідає за передачу кадрів даних між вузлами з різним ступенем надійності, а також реалізує функції інтерфейсу з прилягаючим до нього мережним рівнем. Саме через рівень LLC мережний протокол запитує в канального рівня потрібну йому транспортну операцію з потрібною якістю. На рівні LLC існує кілька режимів роботи, що відрізняються наявністю чи відсутністю на цьому рівні процедур відновлення кадрів у випадку їхньої втрати чи перекручування, тобто транспортних послуг, що відрізняються якістю, цього рівня.
Протоколи рівнів MAC і LLC взаємно незалежні - кожен протокол рівня MAC може застосовуватися з будь-яким протоколом рівня LLC, і навпаки.

## Протокол LLC рівня керування логічним каналом (802.2)
Протокол LLC забезпечує для технологій локальних мереж потрібна якість послуг транспортної служби, передаючи свої кадри або дейтаграмним способом, або за допомогою процедур з встановленням з'єднання і відновленням кадрів. Протокол LLC займає рівень між мережними протоколами і протоколами рівня MAC. Протоколи мережного рівня передають через міжрівневий інтерфейс дані для протоколу LLC — свій пакет (наприклад, пакет IP, IPX чи NetBEUI), адресну інформацію про вузол призначення, а також вимоги до якості транспортних послуг, що протокол LLC повинний забезпечити. Протокол LLC поміщає пакет протоколу верхнього рівня у свій кадр, що доповнюється необхідними службовими полями. Далі через міжрівневий інтерфейс протокол LLC передає свій кадр разом з адресною інформацією про вузол призначення відповідному протоколу рівня MAC, який упаковує кадр LLC у свій кадр (наприклад, кадр Ethernet).
В основу протоколу LLC покладений протокол HDLC (High-level Data Link Control Procedure), що є стандартом ISO. Власне стандарт HDLC являє собою узагальненням декількох близьких стандартів, характерними для різних технологій: протоколу LAP-B мереж Х.25 (стандарт, широко розповсюджений в територіальних мережах), LAP-D (використовується в мережах ISDN), LAP-M  (працює в сучасних модемах). У специфікації IEEE 802.2 також незначні відмінності від стандарту HDLC. Спочатку у фірмових технологіях підрівень LLC не виділявся в самостійний підрівень, а його функції розчинялися в загальних функціях протоколу канального рівня. Через великі розходження у функціях протоколів фірмових технологій, які можна віднести до рівня LLC, на рівні LLC довелося ввести три типи процедур. Протокол мережевого рівня може звертатися до однієї з цих процедур.

## Три типи процедур рівня LLC
Згідно зі стандартом 802.2 рівень керування логічним каналом LLC надає верхнім рівням три типи процедур:
- LLC1 - процедура без встановлення з'єднання і без підтвердження;

- LLC2 - процедура з встановленням з'єднання і підтвердженням;

- LLC3 — процедура без встановлення з'єднання, але з підтвердженням.

Цей набір процедур є загальним для всіх методів доступу до середовища, визначених стандартами 802.3 - 802.5, а також стандартом FDDI і стандартом IEEE 802.12 на технологію l00VG-Any LAN.
Процедура без встановлення з'єднання і без підтвердження LLC1 надає користувачу засоби для передачі даних з мінімумом витрат. Це дейтаграмний режим роботи. Звичайно цей вид процедури використовується, коли такі функції, як відновлення даних після помилок і впорядкування даних, виконуються протоколами рівнів, які розташовані вище, тому немає потреби дублювати їх на рівні LLC.
Процедура з встановленням з'єднань і підтвердженням LLC2 надає користувачу можливість встановити логічне з'єднання перед початком передачі будь-якого блоку даних і, якщо це потрібно, виконати процедури відновлення після помилок і впорядкування потоку цих блоків у рамках встановленого з'єднання. Протокол LLC2 багато в чому аналогічний протоколам сімейства HDLC (LAP-B, LAP-D, LAP-M), які застосовуються в глобальних мережах для забезпечення надійної передачі кадрів на зашумлених лініях. Протокол LLC2 працює в режимі ковзного вікна.
У деяких випадках (наприклад, при використанні мереж у системах реального часу, керуючих промисловими об'єктами), коли тимчасові витрати встановлення логічного з'єднання перед відправленням даних неприйнятні, а підтвердження про коректність прийому переданих даних необхідно, базова процедура без встановлення з'єднання і без підтвердження не підходить. Для таких випадків передбачена додаткова процедура, яка називається процедурою без встановлення з'єднання, але з підтвердженням LLC3.
Використання одного з трьох режимів роботи рівня LLC залежить від стратегії розробників конкретного стека протоколів. Наприклад, у стеці TCP/IP рівень LLC завжди працює в режимі LLC1, виконуючи просту роботу витягу з кадру і демультиплексування пакетів різних протоколів — IP, ARP, RARP. Аналогічно використовується рівень LLC стеком IPX/SPX.
Стек Microsoft/IBM, заснований на протоколі NetBIOS/NetBEUI, часто використовує режим LLC2. Це відбувається тоді, коли сам протокол NetBIOS/NetBEUI повинен працювати в режимі з відновленням загублених і перекручених даних. В цьому випадку ця робота передоручається рівню LLC2. Якщо ж протокол NetBIOS/NetBEUI працює в дейтаграмному режимі, то протокол LLC працює в режимі LLC1. 
Режим LLC2 використовується також стеком протоколів SNA в тому випадку, коли на нижньому рівні застосовується технологія Token Ring.

## Структура кадру
За своїм призначенням усі кадри рівня LLC (звані в стандарті IEEE 802.2 блоками даних — Protocol Data Unit, PDU) поділяються на три типи — інформаційні, керувальні і ненумеровані:
- Інформаційні кадри призначені для передачі інформації в процедурах з встановленням логічного з'єднання і повинні обов'язково містити поле інформації. У процесі передачі інформаційних блоків здійснюється їх нумерація в режимі ковзального вікна.
- Керувальні кадри призначені для передачі команд і відповідей у процедурах з встановленням логічного з'єднання, в тому числі запитів на повторну передачу перекручених інформаційних блоків.
- Ненумеровані кадри призначені для передачі ненумерованих команд і відповідей, що виконують у процедурах без встановлення логічного з'єднання передачу інформації, ідентифікацію і тестування LLC-рівня, а в процедурах з встановленням логічного з'єднання — встановлення і роз'єднання логічного з'єднання, а також інформування про помилки.

Всі типи кадрів рівня LLC мають єдиний формат. Вони містять чотири поля:
- Адреса точки входу сервісу призначення (Destination Service Access Point, DSAP)
- Адреса точки входу сервісу джерела (Source Service Access Point, SSAP)
- Поле управління (Control)
- Поле даних (Data)

Кадр LLC обрамляється двома однобайтовими полями «Прапор», що мають значення 01111110. Прапори використовуються на MAC-рівні для визначення кордонів блоку. (Зазначимо, що формат кадрів LLC, за винятком поля адреси точки входу сервісу джерела, відповідає формату кадру HDLC, а також одного з варіантів протоколу HDLC — протоколу LAP-B, використовується в мережах X.25).
Поле даних кадру LLC призначене для передачі по мережі пакетів протоколів верхніх рівнів — IP, IPX, AppleTalk, DECnet, в окремих випадках — прикладних протоколів, коли ті не користуються мережевими протоколами, а вкладають свої повідомлення безпосередньо в кадри канального рівня. Поле даних може бути відсутнім в керувальних кадрах і деяких ненумерованих кадрах.
Поле управління (один байт) використовується для позначення типу кадру даних — інформаційний, керувальний або ненумерований. Крім цього, в цьому полі зазначаються порядкові номери відправлених і успішно прийнятих кадрів, якщо підрівень LLC працює за процедурою LLC2 з встановленням з'єднання. Формат поля управління повністю збігається з форматом поля управління кадру LAP-B.
Поля DSAP і SSAP дозволяють вказати, який сервіс верхнього рівня пересилає дані за допомогою цього кадру. Програмному забезпеченню вузлів мережі при отриманні кадрів канального рівня необхідно розпізнати, який протокол вклав свій пакет у поле даних кадру що надійшов, для того, щоб передати витягнутий з кадру пакет потрібного протоколу для подальшої обробки. Наприклад, як значення DSAP і SSAP може виступати код протоколу IPX або ж код протоколу покриває дерева Spanning Tree.

## Висновок
Протокол LLC забезпечує для технологій локальних мереж потрібну якість транспортної служби, передаючи свої кадри  дейтаграмним способом або за допомогою процедур з встановленням з'єднання і відновленням кадрів.
LLC надає верхнім рівням три типи процедур:
- процедуру без встановлення з'єднання і без підтвердження;
- процедуру з встановленням з'єднання і підтвердженням;
- процедуру без встановлення з'єднання, але з підтвердженням.

Логічний канал протоколу LLC2 є дуплексним, так що дані можуть передаватися в обох напрямках.
Протокол LLC у режимі з встановленням з'єднання використовує алгоритм ковзаючого вікна. Протокол LLC за допомогою керуючих кадрів має можливість регулювати потік даних, що надходять від вузлів мережі. Це особливо важливо для мереж, які комутуються, у яких немає поділюваного середовища, що автоматично гальмує роботу передавача під час високому завантаженні мережі.